# Owusu-Ansah Kontor
Owusu-Ansah Kontor (Kumasi, 24 agosto 1993) è un ex calciatore ghanese, di ruolo difensore.

## Carriera
Ha giocato nella massima serie dei campionati serbo e greco.